# PMD (ソフトウェア)
PMD (英語のProgramming Mistake Detectorの頭文字)は、Javaソースコードを解析するための静的なルールセットで、以下のような潜在的問題を識別する:
- バグの可能性 —空のトライ/キャッチ/フィナリー/スイッチブロック
- デッドコード —使われていないローカル変数、パラメータ、プライベートメソッド
- 空のif/whileステートメント
- 複雑な式 —whileループを可能にしたforループのステートメントが必要ない場合
- 準最適コード —無駄な文字列/ストリングバッファの使用
- 高い循環的複雑度測定を使ったクラス
- 重複コード —コピー・アンド・ペーストされたコードはバグもコピー・アンド・ペーストされていると解釈でき、保守性が低下してしまう。

PMDには正式名称が無く、いくつかの非公式名があり、おそらく最も適切な名称は「Programming Mistake Detector」とされる。
通常PMDのエラーは真のエラーにはならないが、むしろ非効率なコードで例えば未だに修正されないとしてもアプリケーションは適切な動作が出来る事になる。

## ルールセット
PMDにはカスタムルールを書くことが出来る内蔵のルールやサポートが含まれる。カスタムルールは以下2通りの方法で書くことになる:
1. XPathの使用
2. Javaクラスの使用

## Copy/Paste Detector (CPD)
Copy/Paste Detector (CPD)とはPMDに対応したアドオンでラビン-カープ文字列検索アルゴリズムを使って重複コードを検索する。Java、JSP、C言語、C++、Fortran、PHP、C#のコードを使って動作している。

## プラグイン
PMDはJDeveloper、Eclipse、jEdit、JBuilder、Omnicore's CodeGuide、NetBeans/Sun Studio、IntelliJ IDEA、TextPad、Maven、Ant、Gel、JCreator、Hudson、Jenkins、Sonar、Emacsのプラグインにもなっている。